# Helga Kober-Dehm
Helga Kober-Dehm (* 27. August 1962 als Helga Dehm) ist eine deutsche Juristin, ehemalige Richterin am Bundespatentgericht und Richterin am Bundesgerichtshof.

## Werdegang
Nach dem Grundschulbesuch in Großtissen und dem Abitur am Gymnasium in Saulgau beendete die aus Kleintissen stammende Kober-Dehm 1987 erfolgreich ihr rechtswissenschaftliches Studium an der Universität Regensburg. Den Referendardienst im Land Bayern schloss sie 1990 mit dem Zweiten juristischen Staatsexamen ab. Anschließend war sie wissenschaftliche Mitarbeiterin an der Universität Lausanne. Ab 1992 ging sie einer Tätigkeit im Bundesministerium der Justiz nach. Der Ernennung zur Regierungsrätin im Jahr 1993, folgte 1994 diejenige zur Oberregierungsrätin. Seit 1996 war sie Regierungsdirektorin. Ab dem Folgejahr nahm Kober-Dehm Aufgaben beim Deutschen Patent- und Markenamt wahr. Zwischenzeitlich promovierte sie 1999 mit einer rechtsvergleichenden Dissertation zum gesetzlichen Güterstand in Deutschland und der Schweiz.
2003 wurde sie beim Deutschen Patent- und Markenamt als Leitende Regierungsdirektorin bestellt. 2006 wechselte sie an das Bundespatentgericht (BPatG), wo sie zunächst als Richterin kraft Auftrags wirkte. 2007 folgte die Ernennung zur Richterin am BPatG. In dieser Zeit war sie für drei Jahre an den Bundesgerichtshof (BGH) als wissenschaftliche Mitarbeiterin abgeordnet.
Am 1. Oktober 2013 wurde sie zur Richterin am BGH ernannt. Dort gehört sie dem X. Zivilsenat an, wo sie sich hauptsächlich mit Patentrecht befasst.

## Publikationen (Auswahl)
- Helga Kober-Dehm, Gabriele Schuster: Aktuelle Rechtsprechung des Bundesgerichtshofs zum Personenbeförderungs- und Reiserecht (Berichtszeitraum: September 2011 bis August 2012). In: Reise-Recht aktuell: Zeitschrift für das Tourismusrecht. RRa 2012, Band 20, Heft 6, S. 262–270
- Rechte an Diensterfindungen als Gegenstand eines Assignments nach US-amerikanischem Recht. „Fesoterodinhydrogenfumarat“ und die aus gefallene Rohrleitungsprüfung. In: Joachim Bornkamm, Ansgar Ohly, Klaus Bacher, Peter Meier-Beck (Hrsg.): Festschrift für Peter Meier-Beck zum 65. Geburtstag. 2021, S. 269–272